# Disney 100: Die Ausstellung

Disney 100

Disney 100: Die Ausstellung (englisch Disney 100: The Exhibition, französisch Disney 100: l’exposition, koreanisch 디즈니 100년 특별전, spanisch la exposición) ist eine Wanderausstellung, die in den Jahren 2023, 2024 und 2025 in Deutschland, Großbritannien, den USA, in Südkorea, Frankreich und Spanien stattfindet/stattfand.
Anlass für die Ausstellung ist das 100. Jubiläum der Gründung von The Walt Disney Company am 16. Oktober 2023. Weltweite Bekanntheit erlangte das Unternehmen vor allem aufgrund seiner Zeichentrickfilme und der Comics rund um Donald Duck und Micky Maus.

## Die Ausstellung
Auf etwa 1500 m² Fläche wird die 100-jährige Unternehmensgeschichte mit der gesamten Unternehmensbandbreite dargestellt. Eigenen Angaben zufolge ist sie die bislang größte Disney-Ausstellung. Die Ausstellung zeigt Exponate wie Originalzeichnungen der Zeichentrickfilme, Filmrequisiten und vieles mehr. Es wird die Inspiration für die Schaffung der Filme ebenso dargestellt, wie die Animation und Entstehung der Filme. Marken wie Star Wars, Pixar und Marvel werden ebenfalls präsentiert.

## Hintergrund
Der Auftrag an Disney Brothers Cartoon Studio für die Kurzfilmserie Alice Comedies im Jahr 1923 markierte den Beginn von The Walt Disney Company, die im Jahr 2023 ihr 100. Jubiläum feierte.
Die Ausstellung ist/war täglich geöffnet und wird/wurde von Walt Disney Archives präsentiert.
Die Direktorin von Walt Disney Archives, Becky Cline, sagte über die Ausstellung:
„This incredible exhibit will take guests on a remarkable journey from those earliest days into Disney’s dazzling future using seamless technology, a rich musical score, and – of course – treasures from the Walt Disney Archives collection.“
„Diese unglaubliche Ausstellung nimmt die Gäste mit auf eine bemerkenswerte Reise von jenen frühesten Tagen in Disneys schillernde Zukunft mit nahtloser Technologie, einer reichhaltigen Musikpartitur und – natürlich – Schätzen aus der Sammlung des Walt Disney Archives.“
Die Museumskuratorin Paula Sigman-Lowery sagte zu der Ausstellung:
„Celebrate a century of the stories, charakters, and experiences that Disney has given to the world.“
„Feiern Sie ein Jahrhundert voller Geschichten, Charaktere und Erlebnisse, die Disney der Welt geschenkt hat.“

## Ausstellungsorte und Zeiträume
Die Termine aktuell laufender Ausstellungen sind fett dargestellt. Termine geplanter Ausstellungen sind kursiv dargestellt.
| Eröffnung         | Ende              | Veranstaltungsort                                    | Ort                        | Land               | Beleg |
| ----------------- | ----------------- | ---------------------------------------------------- | -------------------------- | ------------------ | ----- |
| 18. Februar 2023  | 27. August 2023   | Franklin Institute                                   | Philadelphia, Pennsylvania | Vereinigte Staaten |       |
| 18. April 2023    | 3. September 2023 | Kleine Olympiahalle                                  | München                    | Deutschland        |       |
| 13. Oktober 2023  | 22. Januar 2024   | ExCeL                                                | London                     | Großbritannien     |       |
| 18. November 2023 | 14. April 2024    | Exhibition Hub Art Center (Windy City Fieldhouse)    | Chicago, Illinois          | Vereinigte Staaten |       |
| 6. März 2024      | 23. Juni 2024     | ExCeL                                                | London                     | Großbritannien     |       |
| 24. Mai 2024      | 4. Januar 2025    | Kansas City Union Station                            | Kansas City, Missouri      | Vereinigte Staaten |       |
| 18. Oktober 2024  | 1. Juni 2025      | Nationalmuseum für moderne und zeitgenössische Kunst | Seoul                      | Südkorea           |       |
| 10. April 2025    | 5. Oktober 2025   | Messe Paris                                          | Paris                      | Frankreich         |       |
| 2025              | 2026              |                                                      | Madrid                     | Spanien            |       |